# Митридат II (Боспор)
Митридат II от Боспор също Митридат от Пергам (Mithridates; † 46 пр.н.е.) е цар на Боспорското царство.

## Произход и управление
Митридат е благородник от град Пергам в Мала Азия. Син е на пергамеца Менодот и Адобогиона, благородничка от галатийски род. Майка му е била конкубина на известния понтийски цар Митридат VI. Той расте в двореца на този мразещ римляните цар. В Рим Митридат се явява като свидетел през 59 пр.н.е. против Луций Валерий Флак. В Пергам той има религиозни служби и получава от Гай Юлий Цезар привилегии за града.
През есента на 48 пр.н.е. Митридат последва Цезар в Египет. Когато Цезар е обсаден в Александрия от египетската войска, Митридат е изпратен от него да събере допълнителна войска в Сирия и Мала Азия. Той рекрутира голяма войска, към която са и около 3 000 евреи под командването на Антипатър, бащата на Ирод Велики. През декември 48 пр.н.е. той завлядява египетския граничен град Пелузиум. На 14 януари 47 пр.н.е. Митридат и Цезар водят решителната битка близо до Нил и побеждават и унищожават египетската войска, при която Птолемей XIII се удавя в Нил. След това Александрия трябвало да капитулира.
След победата над Фарнак II в битката при Зела на 21 май 47 пр.н.е. Цезар прави Митридат, заради неговите успехи и лоялност, за цар на Боспорското царство и тетрарх на трокмите, понеже е най-близкият роднина на последния тетрарх.